# Canterbury proibito
À ne pas confondre avec le film Canterbury interdit d'Antonio Racioppi et Carlo Infascelli.
Pour plus de détails, voir Fiche technique et Distribution.
Canterbury proibito est un decamerotico italien à sketches réalisé par Italo Alfaro et sorti en 1972.

## Synopsis
Le film est divisé en plusieurs sketches (Una storia d'amore, Santa del Grande, Viola, Due suore, Brache di San Grifone, Gallo Cantachiaro et Antona e Giustina) qui racontent chacun une histoire similaire à celles contenues dans Les Contes de Canterbury.

## Fiche technique
- Titre original italien : Canterbury proibito[1]
- Réalisation : Italo Alfaro
- Scénario : Italo Alfaro
- Photographie : Pino Pinori
- Montage : Adriano Tagliavia
- Musique : Bruno Zambrini
- Société de production : Victor cinematografica
- Pays de production :  Italie
- Langue originale : Italien
- Format : couleurs - 2,35:1 - Son mono - 35 mm
- Durée : 100 minutes
- Genre : decamerotico à sketches
- Dates de sortie :
  - Italie : 27 octobre 1972

## Distribution
- Femi Benussi : Alto
- Magda Konopka : Antona
- Patrizia Viotti : Sœur Chiara
- Rosemarie Lindt : Giustina
- Paola Corazzi : Bianca
- Franco Garofalo : Pellegrino
- Marco Bonetti : Autre pèlerin
- Luigi Montini
- Mauro Vestri :
- Remo Capitani :
- Fausto Tommei :